# Empire (Fernsehserie, 2015)
Empire (eng.: Imperium) ist eine US-amerikanische Fernsehserie, die seit dem 7. Januar 2015 von Fox ausgestrahlt wird. Der Inhalt der Serie fokussiert sich auf das fiktive US-amerikanische Hip-Hop- und Entertainment-Label Empire Entertainment, dessen Gründer Lucious Lyon (Terrence Howard) und dessen Familie, welche sich um ihren Einfluss im Unternehmen streitet.

## Handlung
Dreh- und Angelpunkt der Serie ist Lucious Lyon, der das fiktive US-amerikanische Hip-Hop- und Entertainment-Label Empire Entertainment führt.

### Staffel 1
Lucious Lyon erfährt, dass er an ALS erkrankt ist und nur noch drei Jahre zu leben hat. Er beschließt, unter seinen drei Söhnen Andre, Jamal und Hakeem seinen Nachfolger aufzubauen. Außerdem plant er, mit Empire Entertainment an die Börse zu gehen. Doch genau zu diesem Zeitpunkt taucht auch seine Ex-Ehefrau Cookie wieder auf, die wegen Drogengeschäften 17 Jahre lang im Gefängnis saß. Sie fordert von Lucious ihren Anteil an der Firma ein, da dieser aus dem Geld der Drogengeschäfte das Label finanzierte. Er weigert sich und stellt sie stattdessen ein. Dies passiert alles sehr zum Missfallen von Lucious’ Verlobter Anika Calhoun, die alles versucht, um Cookie auszustechen. Lucious’ guter Freund Bunkie verfällt dem Glücksspiel, weswegen er bei ihm um ein Darlehen bittet. Als Lucious ihm dies nicht gibt, versucht Bunkie, ihn mit seinem Wissen über die wahren Geschäftsverhältnisse zu erpressen. Aus diesem Grund erschießt Lucious Bunkie. Als die Polizei Nachforschungen anstellt und ihn verdächtigt, sucht er mithilfe seines korrupten Anwalts Vernon Turner einen Straftäter, dem er den Mord in die Schuhe schieben kann.
Nachdem Lucious seinen Söhnen, Andre, Jamal und Hakeem, sein Vorhaben unterbreitet hat, bricht vor allem bei Andre ein Konkurrenzkampf aus, da er, im Gegensatz zu seinen Brüdern, nicht musikalisch ist und zudem unter einer bipolaren Störung leidet. Gemeinsam mit seiner manipulativen Ehefrau Rhonda will er seine Brüder gegeneinander aufbringen. Cookie nimmt Jamal unter ihre Fittiche und will Lucious damit beweisen, dass in ihrem Sohn ebenfalls ein Musiker steckt. Jamal will dies zunächst nicht, willigt dann jedoch ein. Er ist homosexuell, sehr zu Lucious’ Missfallen, weswegen er ihn, als er 18 wurde, mit Olivia zwangsverheiratet hat. Durch den Hass seines Vaters wird Jamal angetrieben und dadurch zu einem aufstrebenden Musiker. Dies führt jedoch dazu, dass seine Beziehung mit Michael Sanchez in die Brüche geht. Bei einer Firmenveranstaltung outet er sich öffentlich als homosexuell und wird von den Medien bejubelt. Zeitgleich versucht Lucious, seinen Lieblingssohn Hakeem zu einem Hip-Hop-Star zu machen, weswegen es zu Streitereien zwischen ihm und Jamal kommt. Dies gefällt Andre, der gemeinsam mit Vernon hinter dem Rücken seines Vaters die Übernahme der Firma vorbereitet. Die beiden fliegen jedoch auf.
Hakeem beginnt eine Beziehung mit der Sängerin Tiana Brown, hat aber zeitgleich auch eine Affäre mit Mode-Designerin Camilla Marks. Als die Affäre auffliegt, verlässt Tiana ihn und er kommt mit Camilla zusammen. Lucious ist Camilla jedoch ein Dorn im Auge, da sie sich in Hakeems Geschäfte einmischt. Deswegen bietet ihr Lucious Geld an, zwingt sie, sich von Hakeem zu trennen und den nächsten Flug nach London zu nehmen. Camilla lehnt das Geld ab. Durch Lucious’ Druck ist sie jedoch gezwungen nach London zu fliegen. Camilla schwört jedoch, nach Lucious’ Tod zurückzukommen. Lucious erzählt Hakeem trotzdem, dass Camilla das Geld genommen hat und gegangen ist. Aufgrund der Zusammenarbeit bei Empire kommen sich Cookie und Lucious wieder näher und beginnen eine Affäre miteinander. Als Anika davon erfährt, erpresst sie ihn mit ihrem Wissen, dass Lucious ihren Vater gebeten hat, ein Gesundheitszeugnis auszustellen, in dem bescheinigt wird, dass er vollständig gesund sei. Lucious plant die Hochzeit mit ihr, als herauskommt, dass Anika mit Billy Beretti, Besitzer eines konkurrierenden Musiklabels, zusammenarbeitet. Cookie beginnt eine Affäre mit dem Sicherheitsmann Malcolm DeVeaux sowie Hakeem mit Anika. Als Lucious davon erfährt, schließt er Cookie von Empire Entertainment aus. Am Abend steht Lucious unter Medikamenten und erzählt Cookie, dass er kein ALS habe und Bunkie erschossen hat. Sie versucht ihn daraufhin mit einem Kissen zu töten. Am nächsten Tag ernennt Lucious Jamal zu seinem Nachfolger. Cookie, Anika, Hakeem und Andre planen eine feindliche Übernahme der Firma, sobald diese an der Börse ist. Andres Frau Rhonda bringt Vernon um, dieser ist Hauptzeuge in der Anklage gegen Lucious, der Bunkie getötet hat, ist jedoch nicht mehr auffindbar. Zum Schluss steht Lucious im Gefängnis und schwört Rache.

## Produktion
Im Januar 2014 wurde bekannt, dass der Sender Fox die Pilotfolge zur Serie in Auftrag gegeben hat. Im März des gleichen Jahres wurde unter anderem die weibliche Hauptrolle mit Taraji P. Henson, die zuvor bei der Serie Person of Interest ausgeschieden war, sowie weitere Rollen in der Serie besetzt. Die männliche Hauptrolle wurde bereits im Februar mit Terrence Howard besetzt.
Aufgrund der sehr guten Einschaltquoten der ersten beiden Episoden verlängerte der Sender Fox die Serie bereits am 17. Januar 2015 um eine zweite Staffel. Diese wird aus 18 Folgen bestehen, die seit dem 23. September 2015 ausgestrahlt werden. Am 15. Januar 2016 wurde die Serie um eine dritte Staffel verlängert.
Musik und Soundtrack
Für die erste Staffel konnte der Produzent Timbaland engagiert werden, der einen Großteil der Lieder komponierte und produzierte. Ihm zur Seite standen Jim Beanz und Daniel Jones unter dem Musiklabel Columbia Records. Dieser veröffentlichte nach jeder Episode die Lieder im ITunes. Der komplette Soundtrack zur ersten Staffel erschien am 10. März 2015 und umfasst 12 Songs. Das Album verkaufte sich über 431.000 Mal und erreichte Platz eins der Billboard 200. Außerdem gibt es noch eine 18 Songs umfassende Deluxe-Version.
Für die zweite Staffel wurde neben Timbaland auch noch Ne-Yo verpflichtet.

## Besetzung und Synchronisation
Die deutschsprachige Synchronisation entstand nach den Dialogbüchern von Nadine Geist sowie unter der Dialogregie von Tobias Müller und Leonhard Mahlich durch die Synchronfirma Arena Synchron in Berlin. Es wurden fünf Staffeln synchronisiert.

### Hauptdarsteller
| Rolle                               | Schauspieler            | Hauptrolle (Folgen) | Nebenrolle (Folgen)         | Synchronsprecher          |
| ----------------------------------- | ----------------------- | ------------------- | --------------------------- | ------------------------- |
| Lucious Lyon gebürtig Dwight Walker | Terrence Howard         | 1.01–6.18           |                             | Michael Iwannek           |
| Lucious Lyon gebürtig Dwight Walker | Jeremy L. Carver (jung) |                     | 3.01–3.13, 5.09, 5.14, 6.03 |                           |
| Loretha „Cookie“ Lyon               | Taraji P. Henson        | 1.01–6.18           |                             | Tanja Geke                |
| Loretha „Cookie“ Lyon               | Ajiona Alexus (jung)    |                     | 3.01–3.13, 5.14, 6.03       |                           |
| Hakeem Lyon                         | Bryshere Y. Gray        | 1.01–6.18           |                             | Constantin von Jascheroff |
| Andre Lyon                          | Trai Byers              | 1.01–6.18           |                             | Arne Stephan              |
| Jamal Joseph Lyon                   | Jussie Smollett         | 1.01–5.16           |                             | Marcel Collé              |
| Anika Calhoun                       | Grace Gealey            | 1.01–4.18           |                             | Rubina Nath               |
| Rhonda Lyon                         | Kaitlin Doubleday       | 1.01–2.18           | 3.01–3.09, 4.18             | Magdalena Turba           |
| Vernon Turner                       | Malik Yoba              | 1.01–1.12           |                             | Matti Klemm               |
| Becky Williams                      | Gabourey Sidibe         | 2.01–6.18           | 1.01–1.12                   | Maja Maneiro              |
| Porsha Taylor                       | Ta'Rhonda Jones         | 2.01–6.18           | 1.02–1.12                   | Anja Stadlober            |
| Tiana Brown                         | Serayah McNeill         | 2.01–6.18           | 1.02–1.12                   | Yvonne Greitzke           |
| Shyne Johnson                       | Xzibit                  | 3.01–4.15           | 2.18, 5.17                  |                           |
| Shyne Johnson                       | Bryson L. Thomas        |                     | 3.04, 5.09                  |                           |
| Tariq Cousins                       | Morocco Omari           | 3.01–3.18           | 2.16–2.18                   |                           |
| Freda Gatz                          | Bre-Z                   | 3.03–3.18           | 2.01–2.18, 6.03             |                           |
| Thurston „Thirsty“ Rawlins          | Andre Royo              | 4.01–5.18           | 2.02–2.18                   | Olaf Reichmann            |
| Tory Ash                            | Rumer Willis            | 4.01–4.18           | 3.10–3.18                   | Josephine Schmidt         |
| Warren Hall                         | Terrell Carter          | 4.01–4.09           | 3.18, 6.08                  | Peter Sura                |
| Giselle Sims-Barker                 | Nicole Ari Parker       | 5.01–6.18           | 4.09–4.18                   |                           |
| Blake                               | Chet Hanks              | 5.01–5.18           | 4.13–4.18                   |                           |
| Jeff Kingsley                       | A.Z. Kelsey             | 5.01–6.16           |                             |                           |
| Maya                                | Rhyon Nicole Brown      | 5.06–6.18           | 4.14–4.15                   |                           |
| Treasure                            | Katlynn Simone          | 6.01–6.17           | 5.01–5.18                   |                           |
| Teri                                | Meta Golding            | 6.01–6.17           | 5.03–5.18                   |                           |
| Devon                               | Mario                   | 6.01–6.17           | 5.04–5.18                   |                           |
| Damon Cross                         | Wood Harris             | 6.01–6.18           | 5.06–5.18                   |                           |
| Candace Holloway-Mason              | Vivica A. Fox           | 6.04–6.18           | 2.08–5.18                   |                           |

### Nebendarsteller
| Rolle                    | Schauspieler               | Nebenrolle (Folgen)         | Synchronsprecher                               |
| ------------------------ | -------------------------- | --------------------------- | ---------------------------------------------- |
| Carol Holloway           | Tasha Smith                | 1.01–6.16                   | Friederike Walke                               |
| Marcus „Bunkie“ Williams | Antoine McKay              | 1.01–1.11, 6.16             | Tobias Meister                                 |
| Michael Sanchez          | Rafael de la Fuente        | 1.01–1.07, 2.01–2.05, 2.15  | Nicolás Artajo                                 |
| Chicken                  | AzMarie Livingston         | 1.02–5.10                   | Soraya Richter (Staffel 1) Anne Helm (seit S2) |
| Juanita                  | Claudette Burchett         | 1.02–6.18                   |                                                |
| Agent Harlow Carter      | Nealla Gordon              | 1.02–1.12                   | Silvia Mißbach                                 |
| Detective Calvin Walker  | Damon Gupton               | 1.02–1.06                   | Tobias Kluckert                                |
| Camilla Marks            | Naomi Campbell             | 1.03–1.10, 2.10–2.12        | Marion Musiol                                  |
| Billy Beretti            | Judd Nelson                | 1.04–1.11                   | Lutz Schnell                                   |
| Malcolm DeVeaux          | Derek Luke                 | 1.06–1.11                   | Tobias Müller                                  |
| Ryan Morgan              | Eka Darville               | 1.08–1.12                   | Tobias Schmidt                                 |
| Michelle White           | Jennifer Hudson            | 1.10–1.12                   | Anne Helm                                      |
| Mimi Whiteman            | Marisa Tomei               | 2.01–2.10                   | Sabine Jaeger                                  |
| Leah Walker              | Kelly Rowland (Flashbacks) | 2.02–2.07                   | Marieke Oeffinger                              |
| Leah Walker              | Leslie Uggams              | 2.14–4.02, 5.11, 6.06, 6.16 |                                                |
| Laura Calleros           | Jamila Velazquez           | 2.04–2.18                   | Lydia Morgenstern                              |
| Laz Delgado              | Adam Rodriguez             | 2.05–2.09                   | Florian Halm                                   |
| J Poppa                  | Mo McRae                   | 2.06–3.02, 4.06, 4.11–4.12  |                                                |
| Edna Bunnin              | Sara Sevigny               | 2.10–4.18                   |                                                |
| Derek „D-Major“ Major    | Tobias Truvillion          | 2.16–3.13                   |                                                |
| Nessa                    | Sierra McClain             | 3.01–3.17, 4.16             |                                                |
| Angelo DuBois            | Taye Diggs                 | 3.02–4.09                   |                                                |
| Diana DuBois             | Phylicia Rashad            | 3.07–4.09, 5.03–5.04        |                                                |
| Giuliana „Giusi“         | Nia Long                   | 3.11–3.18                   |                                                |
| Charlotte Frost          | Eva Longoria               | 3.14–3.18                   |                                                |
| Claudia                  | Demi Moore                 | 3.18–4.10                   |                                                |
| Pamela Rose              | Teyonah Parris             | 4.02–4.08                   |                                                |
| Eddie Barker             | Forest Whitaker            | 4.02–5.01                   |                                                |
| Poundcake                | Da’Vine Joy Randolph       | 4.04–4.15                   |                                                |
| Burleson                 | James Colby                | 4.04–4.15                   |                                                |
| Brooke                   | Tisha Campbell-Martin      | 4.11–5.18                   |                                                |
| Tasha                    | Opal Staples               | 4.11–5.18                   |                                                |
| Denise                   | Melanie McCullough         | 4.11–5.18                   |                                                |
| Renee Holloway           | Afre Woodard               | 4.14–4.18                   |                                                |
| Kai Givens               | Toby Onwumere              | 5.01–5.16                   |                                                |
| Quincy                   | Skylan Brooks              | 5.02–6.15                   |                                                |
| Wynter                   | Joss Stone                 | 5.07–5.16                   |                                                |
| Tracy Kingsley           | Amanda Detmer              | 5.07–6.11                   |                                                |
| Lala                     | Diamond White              | 6.01–6.12                   |                                                |
| Yana Cross               | Kiandra Richardson         | 6.01–6.18                   |                                                |

### Gastdarsteller
| Rolle                  | Schauspieler     | Gastrolle (Folgen) | Synchronsprecher   |
| ---------------------- | ---------------- | ------------------ | ------------------ |
| Dwayne „Puma“ Robinson | Cuba Gooding Jr. | 1.03               | Dietmar Wunder     |
| Elle Dallas            | Courtney Love    | 1.06–1.07          | Martina Treger     |
| Olivia Lyon            | Raven Symoné     | 1.06, 1.10         | Julia Kaufmann     |
| Delphine               | Estelle          | 1.09, 3.13         | Tanya Kahana       |
| Angie                  | Mary J. Blige    | 1.10–1.11          |                    |
| als er selbst          | Snoop Dogg       | 1.11, 3.15         | Jan-David Rönfeldt |
| als sie selbst         | Rita Ora         | 1.12               |                    |
| als er selbst          | Juicy J          | 1.12               |                    |
| Frank Gathers          | Chris Rock       | 2.01               | Oliver Rohrbeck    |
| Valentina Galindo      | Becky G          | 2.02–2.03          | Amelie Plaas-Link  |
| als er selbst          | Pitbull          | 2.03               |                    |
| als er selbst          | Ne-Yo            | 2.05               | Manuel Straube     |
| Skye Summers           | Alicia Keys      | 2.09–2.10          | Vera Teltz         |
| als er selbst          | Jason Derulo     | 2.10               |                    |
| Vaughn                 | French Montana   | 3.01, 3.06         |                    |
| als er selbst          | Birdman          | 3.01               |                    |
| als er selbst          | Biz Markie       | 3.02               |                    |
| Kitty                  | Mariah Carey     | 3.03               | Melanie Hinze      |
| als er selbst          | Fetty Wap        | 3.16               |                    |
| Carlotta Brown         | Queen Latifah    | 4.01               |                    |
| als er selbst          | Ty Dolla Sign    | 5.17               |                    |
| als sie selbst         | Kash Doll        | 6.18               |                    |

## Ausstrahlungsübersicht
Vereinigte Staaten
| Staffel | Episoden | Erstausstrahlung auf Fox | Erstausstrahlung auf Fox |
| Staffel | Episoden | Staffelpremiere          | Staffelfinale            |
| ------- | -------- | ------------------------ | ------------------------ |
| 1       | 12       | 7. Januar 2015           | 18. März 2015            |
| 2       | 18       | 23. September 2015       | 18. Mai 2016             |
| 3       | 18       | 21. September 2016       | 24. Mai 2017             |
| 4       | 18       | 27. September 2017       | 23. Mai 2018             |
| 5       | 18       | 26. September 2018       | 8. Mai 2019              |
| 6       | 18       | 24. September 2019       | 21. April 2020           |

Deutschland und Österreich
| Staffel | Episoden | Erstausstrahlung auf ProSieben | Erstausstrahlung auf ProSieben | Erstausstrahlung auf ProSieben Fun | Erstausstrahlung auf ProSieben Fun | Erstveröffentlichung auf Disney+ | Erstveröffentlichung auf Disney+ |
| Staffel | Episoden | Staffelpremiere                | Staffelfinale                  | Staffelpremiere                    | Staffelfinale                      | Staffelpremiere                  | Staffelfinale                    |
| ------- | -------- | ------------------------------ | ------------------------------ | ---------------------------------- | ---------------------------------- | -------------------------------- | -------------------------------- |
| 1       | 12       | 24. Juni 2015                  | 15. Juli 2015                  | 28. November 2015                  | 2. Januar 2016                     | 18. August 2021                  | 18. August 2021                  |
| 2       | 18       | 4. April 2017                  | 26. Juli 2017                  | 2. Juni 2016                       | 3. November 2016                   | 18. August 2021                  | 18. August 2021                  |
| 3       | 18       | Nicht ausgestrahlt             | Nicht ausgestrahlt             | 16. März 2017                      | 28. September 2017                 | 18. August 2021                  | 18. August 2021                  |
| 4       | 18       | Nicht ausgestrahlt             | Nicht ausgestrahlt             | Nicht ausgestrahlt                 | Nicht ausgestrahlt                 | 8. September 2021                | 8. September 2021                |
| 5       | 18       | Nicht ausgestrahlt             | Nicht ausgestrahlt             | Nicht ausgestrahlt                 | Nicht ausgestrahlt                 | 8. September 2021                | 8. September 2021                |
| 6       | 18       | Nicht ausgestrahlt             | Nicht ausgestrahlt             | Nicht ausgestrahlt                 | Nicht ausgestrahlt                 | Nicht veröffentlicht             | Nicht veröffentlicht             |

Deutschsprachige Schweiz
| Staffel | Episoden | Erstausstrahlung auf 3+ | Erstausstrahlung auf 3+ | Erstveröffentlichung auf Disney+ | Erstveröffentlichung auf Disney+ |
| Staffel | Episoden | Staffelpremiere         | Staffelfinale           | Staffelpremiere                  | Staffelfinale                    |
| ------- | -------- | ----------------------- | ----------------------- | -------------------------------- | -------------------------------- |
| 1       | 12       | 24. Juni 2015           | 14. Juli 2015           | 18. August 2021                  | 18. August 2021                  |
| 2       | 18       | Nicht ausgestrahlt      | Nicht ausgestrahlt      | 18. August 2021                  | 18. August 2021                  |
| 3       | 18       | Nicht ausgestrahlt      | Nicht ausgestrahlt      | 18. August 2021                  | 18. August 2021                  |
| 4       | 18       | Nicht ausgestrahlt      | Nicht ausgestrahlt      | 8. September 2021                | 8. September 2021                |
| 5       | 18       | Nicht ausgestrahlt      | Nicht ausgestrahlt      | 8. September 2021                | 8. September 2021                |
| 6       | 18       | Nicht ausgestrahlt      | Nicht ausgestrahlt      | Nicht veröffentlicht             | Nicht veröffentlicht             |

## Merchandise

### Soundtrack
Alben

| Jahr | Titel                                          | Höchstplatzierung, Gesamtwochen, AuszeichnungChartplatzierungen (Jahr, Titel, Platzierungen, Wochen, Auszeichnungen, Anmerkungen) | Höchstplatzierung, Gesamtwochen, AuszeichnungChartplatzierungen (Jahr, Titel, Platzierungen, Wochen, Auszeichnungen, Anmerkungen) | Höchstplatzierung, Gesamtwochen, AuszeichnungChartplatzierungen (Jahr, Titel, Platzierungen, Wochen, Auszeichnungen, Anmerkungen) | Höchstplatzierung, Gesamtwochen, AuszeichnungChartplatzierungen (Jahr, Titel, Platzierungen, Wochen, Auszeichnungen, Anmerkungen) | Höchstplatzierung, Gesamtwochen, AuszeichnungChartplatzierungen (Jahr, Titel, Platzierungen, Wochen, Auszeichnungen, Anmerkungen) | Anmerkungen                               |
| Jahr | Titel                                          | DE | AT | CH | UK | US | Anmerkungen                               |
| ---- | ---------------------------------------------- | --- | --- | --- | --- | --- | ----------------------------------------- |
| 2015 | Original Soundtrack from Season 1 of Empire    | DE3 (11 Wo.)DE | AT11 (3 Wo.)AT | CH7 (10 Wo.)CH | UK18 Silber · (11 Wo.)UK | US1 Gold · (34 Wo.)US | Erstveröffentlichung: 10. März 2015 (USA) |
| 2015 | Empire: Original Soundtrack Season 2 Volume 1  | — | — | — | UK74 (1 Wo.)UK | US16 (8 Wo.)US | Erstveröffentlichung: 20. November 2015   |
| 2016 | Empire: Original Soundtrack Season 2, Volume 2 | — | — | — | — | US26 (5 Wo.)US | Erstveröffentlichung: 29. April 2016      |
| 2016 | Empire: The Complete Season 2                  | — | — | — | — | — | Erstveröffentlichung: 8. Juli 2016        |
| 2017 | Empire: Original Soundtrack Season 3           | — | — | — | — | — | Erstveröffentlichung: 28. April 2017      |

EPs

| Jahr | Titel                        | Höchstplatzierung, Gesamtwochen, AuszeichnungChartplatzierungen (Jahr, Titel, Platzierungen, Wochen, Auszeichnungen, Anmerkungen) | Höchstplatzierung, Gesamtwochen, AuszeichnungChartplatzierungen (Jahr, Titel, Platzierungen, Wochen, Auszeichnungen, Anmerkungen) | Höchstplatzierung, Gesamtwochen, AuszeichnungChartplatzierungen (Jahr, Titel, Platzierungen, Wochen, Auszeichnungen, Anmerkungen) | Höchstplatzierung, Gesamtwochen, AuszeichnungChartplatzierungen (Jahr, Titel, Platzierungen, Wochen, Auszeichnungen, Anmerkungen) | Höchstplatzierung, Gesamtwochen, AuszeichnungChartplatzierungen (Jahr, Titel, Platzierungen, Wochen, Auszeichnungen, Anmerkungen) | Anmerkungen |
| Jahr | Titel                        | DE | AT | CH | UK | US | Anmerkungen |
| ---- | ---------------------------- | --- | --- | --- | --- | --- | ----------- |
| 2015 | Empire: Music from the Pilot | — | — | — | — | US36 (4 Wo.)US |             |

Singles

| Jahr | Titel Album                                                     | Höchstplatzierung, Gesamtwochen, AuszeichnungChartplatzierungen (Jahr, Titel, Album, Platzierungen, Wochen, Auszeichnungen, Anmerkungen) | Höchstplatzierung, Gesamtwochen, AuszeichnungChartplatzierungen (Jahr, Titel, Album, Platzierungen, Wochen, Auszeichnungen, Anmerkungen) | Höchstplatzierung, Gesamtwochen, AuszeichnungChartplatzierungen (Jahr, Titel, Album, Platzierungen, Wochen, Auszeichnungen, Anmerkungen) | Höchstplatzierung, Gesamtwochen, AuszeichnungChartplatzierungen (Jahr, Titel, Album, Platzierungen, Wochen, Auszeichnungen, Anmerkungen) | Höchstplatzierung, Gesamtwochen, AuszeichnungChartplatzierungen (Jahr, Titel, Album, Platzierungen, Wochen, Auszeichnungen, Anmerkungen) | Anmerkungen                                                                   |
| Jahr | Titel Album                                                     | DE | AT | CH | UK | US | Anmerkungen                                                                   |
| ---- | --------------------------------------------------------------- | --- | --- | --- | --- | --- | ----------------------------------------------------------------------------- |
| 2015 | Keep Your Money Original Soundtrack from Season 1 of Empire     | DE91 (1 Wo.)DE | — | — | — | US99 (1 Wo.)US | Erstveröffentlichung: Februar 2015 (US); Juli 2015 (DE) feat. Jussie Smollett |
| 2015 | You’re So Beautiful Original Soundtrack from Season 1 of Empire | DE42 (2 Wo.)DE | — | — | — | US47 (4 Wo.)US | Erstveröffentlichung: März 2015 feat. Jussie Smollett & Yazz                  |
| 2015 | Conqueror Original Soundtrack from Season 1 of Empire           | DE87 (1 Wo.)DE | — | — | — | US42 (2 Wo.)US | Erstveröffentlichung: März 2015 feat. Estelle & Jussie Smollett               |
| 2015 | Good Enough Original Soundtrack from Season 1 of Empire         | DE25 (9 Wo.)DE | AT54 (2 Wo.)AT | CH55 (2 Wo.)CH | — | — | Erstveröffentlichung: 19. Juni 2015 feat. Jussie Smollett                     |
| 2015 | Drip Drop Original Soundtrack from Season 1 of Empire           | DE73 (2 Wo.)DE | — | — | — | — | Erstveröffentlichung: Juli 2015 feat. Yazz & Serayah McNeill                  |
| 2015 | Money for Nothing Original Soundtrack from Season 1 of Empire   | DE94 (1 Wo.)DE | — | — | — | — | Erstveröffentlichung: Juli 2015 feat. Jussie Smollett & Yazz                  |

### DVDs und Blu-rays
Vereinigte Staaten
- Staffel 1 erschien am 8. September 2015
- Staffel 2 erschien am 13. September 2016
- Staffel 3 erschien am 12. September 2017

Deutschland
- Staffel 1 erschien am 5. November 2016
- Staffel 2 erschien am 23. Februar 2017
- Staffel 3 erschien am 15. März 2018